# Lovecká sezóna 2
Lovecká sezóna 2 (v anglickém originále Open Season 2) je počítačem animovaný film z roku 2008 režisérů Matthew O'Callaghan. Film je volným pokračováním snímku Lovecká sezóna z roku 2006. Filmu byl vytvořen ve studiu Sony Pictures Animation, kteří stvořila v originále film.
Hlasy postaviček v originále namluvili herci jako Mike Epps (Boog), Joel McHale (Elliot), Jane Krakowski (Giselle), Billy Connolly (McSquizzy), Cody Cameron (Buřtík), Danny Mann (Serge), a Matthew Taylor (Buddy, Deni, a Ian).